# Нотодрук
Нотодру́к (нотодрукування) — поліграфічне розмножування нотних текстів. Виникло після винаходу книгодрукування. Перші друковані ноти належать до XV століття. Найдавніші відомі ноти, ймовірно, надруковані дерев’яними панелями за допомогою процесу блокового друку (ксилографія), датуються 1473 роком. Нотне друкування в Італії почалося в 1501 році з Оттавіано Петруччі. 

В Україні найдавнішою відомою пам'яткою нотодруку  вважається «Ірмолог» , надрукований у 1700 році у Львові. Це перше видання знаменного співу з використанням лінійного нотопису. Сучасний нотодрук виконують за допомогою комп'ютерного набору (див. нотні редактори), який забезпечує високий рівень виготовлення нової продукції.

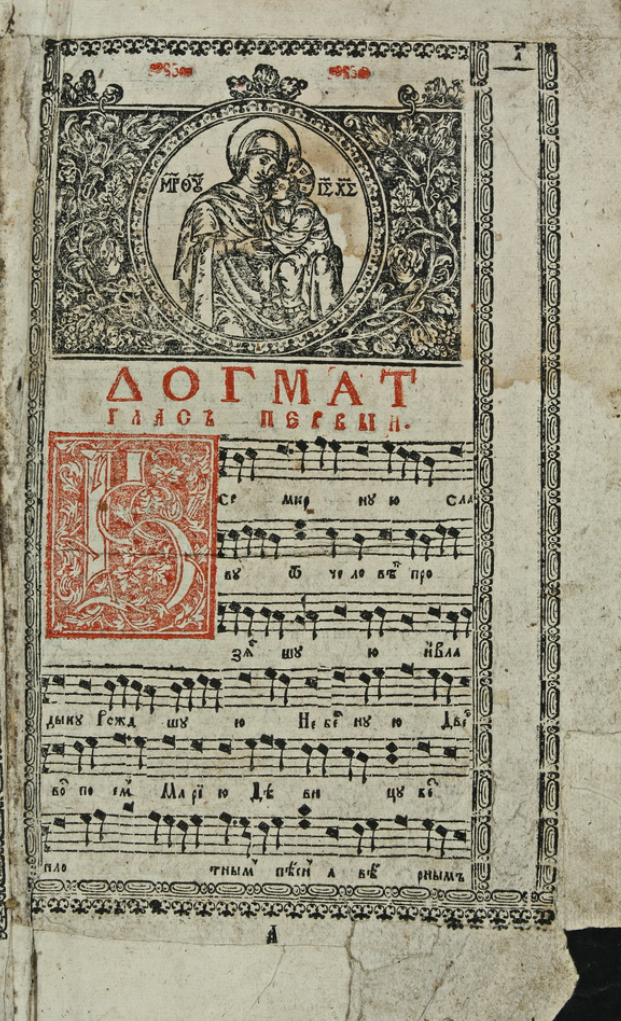
Фрагмент Ірмолога (1700), першого нотодруку в Україні